# Monte-Carlo Country Club
Monte-Carlo Country Club er en privat tennisklub, der på trods af dens navn ikke ligger i Monte Carlo i Monaco men umiddelbart nordøst for grænsen i Roquebrune-Cap-Martin i departementet Alpes-Maritimes i Frankrig. Med et indmeldelsesgebyr på 7.000 € og et årligt kontingent på 1.370 € (pr. 2017) er det en af de mere eksklusive klubber af sin slags.
Klubben råder bl.a. over 21 grusbaner, hvoraf ni er forsynet med kunstig belysning og to er overdækkede, samt to hardcourt-baner til tennis. Alle 23 baner er i brug året rundt og er anlagt på terrasser med udsigt over Middelhavet. Klubben er hvert år i april måned vært for den professionelle tennisturnering Monte-Carlo Masters, og i den anledning omdannes de tre baner foran klubhuset til hovedarenaen Court Rainier III med plads til 10.200 tilskuere.
Derudover stiller klubben bl.a. følgende faciliteter til rådighed for sine medlemmer:
- To restauranter.
- To squashbaner.
- Fitnesslokale.
- Swimmingpool.
- Wellnesområde med sauna og jacuzzi.
- Bridge-lokale.
- Snooker-lokale.